# Sierra de Fontcalent
Sierra de Fontcalent är en kulle i Spanien.   Den ligger i provinsen Provincia de Alicante och regionen Valencia, i den sydöstra delen av landet, 400 km sydost om huvudstaden Madrid. Toppen på Sierra de Fontcalent är 438 meter över havet, eller 308 meter över den omgivande terrängen. Bredden vid basen är 2,9 km.
Terrängen runt Sierra de Fontcalent är platt åt sydost, men åt nordväst är den kuperad.Runt Sierra de Fontcalent är det mycket tätbefolkat, med 1 411 invånare per kvadratkilometer. Närmaste större samhälle är Alicante, 9,5 km öster om Sierra de Fontcalent. Omgivningarna runt Sierra de Fontcalent är i huvudsak ett öppet busklandskap.